# Cratere En-zu
En-zu è un cratere sulla superficie di Ganimede.